# Windows Firewall Control
Windows Firewall Control ist ein kostenloses Verwaltungstool für die Windows-Firewall, welches von der Firma Malwarebytes Inc. entwickelt wird. Es ermöglicht eine einfachere Konfiguration der Windows-Firewall mittels vordefinierter Profile sowie einem Benachrichtigungsassistenten, über den mit einem Klick neue Firewallregeln erstellt werden können.

## Geschichte
Windows Firewall Control erschien im Februar 2010 und wurde ursprünglich von der Firma Binisoft entwickelt.
Am 24. Mai 2018 gab die Firma Malwarebytes Inc. in einer Pressemitteilung bekannt, Binisoft übernommen zu haben, um ihre eigene Anti-Malware-Software Malwarebytes mit den Produkten von Binisoft (Windows Firewall Control und USB Flash Drives Control) weiter zu verbessern. Demnach verpflichtet sich Malwarebytes Inc., „die Mission der Binisoft-Produkte und ihrer Funktionen aufrechtzuerhalten“.

## Funktionen
Windows Firewall Control integriert sich als kleines Symbol in die Windows-Taskleiste. Von dort aus kann direkt eines von fünf Sicherungsprofilen ausgewählt werden, wobei die Filterung hierbei von der Deaktivierung der Firewall bis zur kompletten Blockierung aller Verbindungen reicht.
Im Hauptprogramm können zudem Benachrichtigungen über ausgehende Verbindungen aktiviert werden. Dadurch wird bei jedem Verbindungsversuch eines Programms, für das in der Windows-Firewall noch keine Regel existiert, ein Pop-up eingeblendet. In diesem Pop-up werden Details zum Verbindungsversuch angezeigt sowie die Möglichkeit angeboten, Verbindungen des betreffenden Programmes zu erlauben oder zu verbieten. Klickt der Benutzer auf eine der beiden Optionen, erstellt Windows Firewall Control eine entsprechende Regel in der Windows-Firewall.
Außerdem bietet das Programm erweiterte Schutzfunktionen an, mit denen sich die Windows-Firewall vor externen Manipulationen (anderen Programmen) schützen lässt oder Firewallregeln, die nicht über Windows Firewall Control erstellt wurden, gelöscht oder deaktiviert werden können.